# Armadilloniscus holmesi
Armadilloniscus holmesi är en kräftdjursart som beskrevs av Arcangeli 1933. Armadilloniscus holmesi ingår i släktet Armadilloniscus och familjen Detonidae. Inga underarter finns listade i Catalogue of Life.